# Lineus
Lineus är ett släkte av slemmaskar som beskrevs av Sowerby 1806. Enligt Catalogue of Life ingår Lineus i familjen Lineidae, men enligt Dyntaxa är tillhörigheten istället ordningen Heteronemertea.
Släktet Lineus indelas i:
- Lineus acutifrons
- Lineus albifrons
- Lineus albocinctus
- Lineus albonasus
- Lineus alborostratus
- Lineus albus
- Lineus alienus
- Lineus anellatus
- Lineus angulosus
- Lineus arenicola
- Lineus atradentis
- Lineus atrocaeruleus
- Lineus auripunctatus
- Lineus aurostriatus
- Lineus australis
- Lineus autrani
- Lineus bergendali
- Lineus bilineatus
- Lineus binigrilinearis
- Lineus bioculatus
- Lineus bipunctatus
- Lineus bonaerensis
- Lineus boutani
- Lineus callaris
- Lineus cancelli
- Lineus capensis
- Lineus caputornatus
- Lineus cinereus
- Lineus cingulatus
- Lineus coccinus
- Lineus collaris
- Lineus coloratus
- Lineus copus
- Lineus crosslandi
- Lineus desori
- Lineus dohrnii
- Lineus fischeri
- Lineus flammeus
- Lineus flavescens
- Lineus frauenfeldi
- Lineus fulvus
- Lineus fuscoviridis
- Lineus galbanus
- Lineus gesserensis
- Lineus gilbus
- Lineus gilviceps
- Lineus glaucus
- Lineus grubei
- Lineus gurjanovae
- Lineus hancocki
- Lineus hiatti
- Lineus hubrechti
- Lineus indicus
- Lineus insignis
- Lineus iota
- Lineus islandicus
- Lineus kennelii
- Lineus kolaensis
- Lineus kristinebergensis
- Lineus lacticapitatus
- Lineus lancearius
- Lineus levinensis
- Lineus linearis
- Lineus lobianki
- Lineus longifissus
- Lineus longissimus
- Lineus marisalbi
- Lineus mascarensis
- Lineus mcintoshii
- Lineus molochinus
- Lineus monolineatus
- Lineus nigrobrunneus
- Lineus nigrofuscus
- Lineus nigrostriatus
- Lineus obscurus
- Lineus oculatus
- Lineus orientalis
- Lineus ornatus
- Lineus pallidus
- Lineus parvulus
- Lineus patulus
- Lineus pictifrons
- Lineus picus
- Lineus polyophthalmus
- Lineus pseudoruber
- Lineus psittacinus
- Lineus quadratus
- Lineus ramosus
- Lineus rovinjensis
- Lineus ruber
- Lineus rubescens
- Lineus rufocaudatus
- Lineus sainthilairi
- Lineus scandinaviensis
- Lineus schmidti
- Lineus spatiosus
- Lineus stigmatus
- Lineus subcingulatus
- Lineus torquatus
- Lineus trilobulatus
- Lineus truncatus
- Lineus turqueti
- Lineus uschakovi
- Lineus variegatus
- Lineus versicolor
- Lineus viridis
- Lineus vittatus
- Lineus viviparus

## Bildgalleri

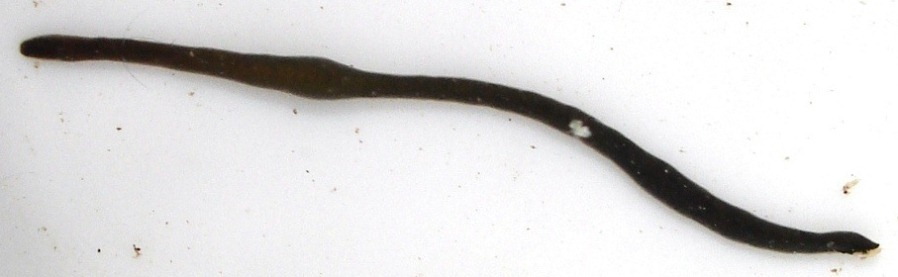